# Elizabeth Carling
Elizabeth Carling (* 20. Oktober 1967 in Middlesbrough, North Yorkshire, England) ist eine britische Schauspielerin, Synchronsprecherin und Sängerin. Sie wurde einem breiten Publikum durch ihre Rolle der Phoebe in Goodnight Sweetheart und ihre Rolle der Selena Donovan in den Serien Casualty und Holby City bekannt.

## Leben
Carling wurde am 20. Oktober 1967 gemeinsam mit einer zweieiigen Zwillingsschwester in Middlesbrough als Tochter von Freddie Carling, einem höheren Angestellten bei ICI, geboren. Ihre Mutter arbeitete als Rezeptionistin. Sie hat eine weitere Schwester. Mit 18 Jahren schloss sie sich dem National Youth Theatre in London an. Sie erlangte Abschlüsse an der Archibald Primary, der Oaklands Comprehensive und dem Billingham Technical College. 1987 gab sie ihr Filmschauspieldebüt in Out of Order und war im selben Jahr in einer Episode der Fernsehserie The Bill zu sehen. Von 1989 bis 2021 stellte sie die Rolle der Laura Marsh in der Fernsehserie Boon dar. Ab dieser Zeit befand sie sich für insgesamt sieben Jahre in einer Beziehung mit ihrem dortigen Schauspielkollegen Neil Morrissey. Ab Ende der 1990er Jahre spielte sie größere, wiederkehrende Rollen in den Fernsehserien Goodnight Sweetheart und Barbara. Von 2003 bis 2007 spielte sie die Rolle der Selena Donovan in 127 Episoden der Fernsehserie Casualty sowie dem Ableger Holby City und dem Cross-Over Casualty @ Holby City. Seit 2022 stellt sie die Rolle der Betty Scanlon in der Fernsehserie Hotel Portofino dar.

## Filmografie (Auswahl)
- 1987: Out of Order
- 1987: The Bill (Fernsehserie, Episode 3x11)
- 1988: A Vote for Hitler (Fernsehfilm)
- 1989–2021: Boon (Fernsehserie, 39 Episoden)
- 1990: Screen One (Fernsehserie, Episode 2x02)
- 1992: The Bill (Fernsehserie, Episode 8x41)
- 1994: Medics (Fernsehserie, Episode 4x04)
- 1996: Der Mann an sich... (Men Behaving Badly, Fernsehserie, Episode 5x07)
- 1996: Crocodile Shoes II (Miniserie, 6 Episoden)
- 1997–2016: Goodnight Sweetheart (Fernsehserie, 32 Episoden)
- 1999–2003: Barbara (Fernsehserie, 24 Episoden)
- 2000: Border Cafe (Miniserie, 8 Episoden)
- 2000: The Secret (Miniserie, 2 Episoden)
- 2002: Staying Up (Fernsehfilm)
- 2003–2007: Casualty (Fernsehserie, 127 Episoden)
- 2005: Casualty @ Holby City (Fernsehserie, 2 Episoden)
- 2005: Holby City (Fernsehserie, Episode 8x11)
- 2009: The Damned United – Der ewige Gegner (The Damned United)
- 2011: Vera – Ein ganz spezieller Fall: The Crow Trap (Vera, Fernsehfilm)
- 2015: George Gently – Der Unbestechliche (Inspector George Gently, Fernsehserie, Episode 7x04)
- 2017: Another Mother’s Son
- 2017: Almost Saw the Sunshine (Kurzfilm)
- 2018: Doctors (Fernsehserie, Episode 19x194)
- 2018: The More You Ignore Me
- 2018: Agatha Raisin (Fernsehserie, Episode 2x01)
- seit 2022: Hotel Portofino (Fernsehserie)

## Synchronisationen (Auswahl)
- 1993: Liberation: Captive 2 (Videospiel)

## Diskografie
- 1999: Goodnight Sweetheart